# Galsan-myeon
Galsan-myeon (koreanska: 갈산면) är en socken i kommunen Hongseong-gun i provinsen Södra Chungcheong i Sydkorea, 110 km söder om huvudstaden Seoul.